# Radio Disney
Radio Disney ist ein Radionetzwerk, welches sich seit November 2008 in Burbank, Kalifornien befindet, nachdem es zuvor in Dallas, Texas stationiert war. Der Inhalt des Senders, insbesondere die Musik, wurde auf Kinder und junge Teenager abgestimmt. Die Aufmachung kann als ein jugendfreundliches, zeitgenössisches Contemporary Hit Radio beschrieben werden. Radio Disney ist eine Tochtergesellschaft von The Walt Disney Company.
Am 3. Dezember 2020 wurde bekanntgegeben, dass Radio Disney und Radio Disney Country in der ersten Hälfte 2021 schließen werden.

## Geschichte

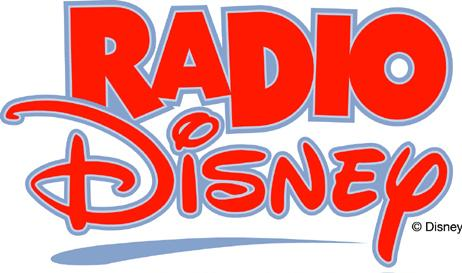
Das Logo wurde vom 18. November 1996 bis zum Februar 2007 genutzt.

Radio Disney wurde am 18. November 1996 – mit dem Geburtstag von Micky Maus übereinstimmend – um 5:58 Uhr mit dem Lied „Get Ready For This“ gestartet. Beim Start von Radio Disney konnten Kinder bis zu 12 Jahren Preise gewinnen. Im Jahr 2000 wurde das maximale Alter auf 14 erhöht. Im Juni 2009 änderte Radio Disney erneut das maximale Alter, dieses Mal auf 16 Jahre.
Seit 2002 ist Radio Disney eng mit Sängern bzw. Schauspielern von Disney Channel, wie Hilary Duff und Raven-Symoné Pearman verbunden; in letzter Zeit auch mit Miley Cyrus, Taylor Swift, den Jonas Brothers, Demi Lovato, Selena Gomez und anderen.
2002 wurden die Radio Disney Music Awards uraufgeführt. Dies ist eine Musikauszeichnungs-Zeremonie, die seitdem jedes Jahr stattgefunden hat.
2004 zahlte Disney der ehemaligen „Children’s Broadcasting Corporation“ (Sendeanstalt für Kinder) $12.4 Millionen. Disney hatte vor dem Start von Radio Disney einige Zeit lang mit Radio Aahs zusammengearbeitet. Da Radio Disney nun ein direkter Konkurrent zur Gesellschaft von Radio Aahs wurde, die bei ihrer größten Expansion ungefähr 30 Stationen hatte, verklagten ehemalige Aahs-Besitzer Disney wegen einer verletzten Vereinbarung und forderten Schadensersatz.
2006 hatte Radio Disney 10-jähriges Jubiläum. Die Wiederholungssendung der ersten Stunde wurde am 6. Juni 2006 um 16:58 Uhr gesendet. Als Teil des 10-jährigen Jubiläums fand das Konzert „Totally 10 Birthday Concert“ am 22. Juli 2006 beim Honda Center in Anaheim, Kalifornien statt. Das Konzert beinhaltete eine gleichzeitige Liveübertragung auf der Website von Radio Disney. Ein zweites Konzert gab es in Dallas, Texas am 18. November 2006 im „Dallas Convention Center“.
Im Februar 2006 verkündete die Walt Disney Company, dass sie Radio Disney und dessen Stationen behalten werde, obwohl sie viel von ihrem „Radiobesitz“ an Citadel Broadcasting verloren hätte.
Im April 2007 strich Radio Disney das Wort „Ears“ ihres ersten Slogan „We're all ears!“ aus ihrer Telefonnummer. Die Telefonnummer wurde ursprünglich als 1-8-8-8, E-A-R-S, 0-1-8 ausgesprochen. Da alle DJs diese Nummer jedoch als 1-888-327-7018 lasen, änderte Radio Disney im Mai 2009 die Telefonnummer um zu 1-877-870-5678.
Seit 2008 hat Radio Disney mehr Lieder der Shows von Disney Channel hinzugefügt, sowie Musik anderer Jugendmusikgruppen, welche zu den „Walt Disney Records“ oder den Hollywood Records gehören.

## Programmgestaltung

### Musik
Radio Disney spielt eine große Auswahl an Liedern der Stars und Shows von Disney Channel gemeinsam mit weiteren bekannteren Liedern. Unter anderem sang Lou Bega das Lied Mambo No. 5 als Cover in Form einer Disney-Version. So hat dieses Cover nun den Refrain „A little bit of Minnie in my life, A little bit of Mickey by her side“. Auf diese Weise wurden fast alle anderen Charaktere von Disney in den Song eingesetzt.

#### Lieder von Disney Channel Stars
Disney-Channel-Starlieder aus Camp Rock, High School Musical, High School Musical 2, High School Musical 3 sowie Lieder folgender Stars sind einige der Lieder, die auf Radio Disney gespielt werden:
| - Vanessa Hudgens - Ashley Tisdale - Demi Lovato - Aly & AJ - Jordan Pruitt - Jonas Brothers - Hilary Duff - Emily Osment - Everlife | - R5 - Lucas Grabeel - The Cheetah Girls - Mitchel Musso - Miley Cyrus - Corbin Bleu - Raven-Symoné Pearman - Selena Gomez - Savannah Outen |

#### Künstler, die in den frühen Jahren dieses Radionetzwerkes berühmt waren
Die Lieder der Künstler, die in den frühen Jahren dieses Radionetzwerkes sehr berühmt waren, werden heute nur noch sehr selten gespielt oder sind inzwischen sogar völlig von der Playlist verschwunden. Einige Beispiele wären:
| - *NSYNC - 2gether - 3 Doors Down - 3LW - 98 Degrees - A*Teens - Ace of Base - Aaron Carter - Avril Lavigne - Ashlee Simpson - B*Witched - BBMak | - Backstreet Boys - Bon Jovi - Céline Dion - Christina Aguilera - Creed - Donna Lewis - Dream - Dream Street - Hanson - Hoku - Kylie Minogue - James Brown | - Jessica Simpson - JoJo - Jump5 - Lyte Funkie Ones (LFO) - Bow Wow - Romeo (Rapper) - M2M - Mandy Moore - Mariah Carey - No Authority - No Secrets - Nobody’s Angel | - Play - Queen - S Club 7 - Stacie Orrico - Sugar Ray - MC Hammer - Stevie Brock - Technotronic - Colleen Fitzpatrick - Weird Al Yankovic - Will Smith - Youngstown |

#### Playhouse Disney
Playhouse Disney (ursprünglich „Mickey and Minnie’s Tune Time“ zwischen 1998 und 2001) wird während des Schuljahres unter der Woche von 12:00 ET bis 1:00 ET auf Radio Disney ausgestrahlt und wurde seit der Gründung von Robin, Tina, B. B. Good und Susan Huber, derzeit jedoch von Betsy, betrieben. Ursprünglich war Playhouse Disney ein zwei-Stundenblock, wurde aber vor kurzem auf eine Stunde beschränkt. Ebenso erging es dem Programm „Circle Time Story“ (ursprünglich „Mickey And Minnie’s Storytime Theatre“ zwischen 1998 und 2001), welches aus Geschichten der Disney-Filme zum Mitlesen besteht. Wie Playhouse Disney auf Disney Channel, ist dieses Programm auch bei Radio Disney auf Vorschulkinder abgestimmt. Lieder von Playhouse Disney, Shows, Disneyfilme und Lieder von anderen Shows wie Sesamstraße werden ebenso gespielt wie Quizsendungen für Vorschulkinder, bei denen Fragen zu den Disney-Charakteren gestellt werden. Klassiker der Disney-Lieder sind ebenfalls während der Playhouse Disney-Zeit zu hören.

#### Radio Disney Welt-Tour
Im Jahr 2000 und 2001 startete Radio Disney zwei einzelne „Welttouren“, die durch die Vereinigten Staaten zu großen Märkten reisten. Im Jahr 2000 zeigte die Tour angehende Talente wie „No Authority“ oder „Myra“ und die Radio-Disney-DJs „Mark und Zippy“. Die Tour ging durch folgende Städte: Atlanta, New York, Boston, Dallas, Chicago, Houston, Phoenix, Los Angeles, San Francisco und Seattle. Es wurde an schauspielerischen Treffpunkten und vor einem Publikum von bis zu 2,000 Menschen pro Show gespielt. In jedem Markt gab es vier Shows je Wochenende.

## DJs
Radio Disney hat eine große Anzahl an verschiedenen DJs seit dem Start 1996. Eine Liste der gegenwärtigen DJs und deren Ablaufplan befindet sich auf der Website von Radio Disney. Die folgende Liste zeigt einige DJs aufgelistet nach den Jahren, in denen sie bei Radio Disney tätig waren.

### Gegenwärtige DJs
| - Betsy (2008) - Blake (2005) - Brian (1997) - Candice (2009) | - Ernie D. (1999) - Hallie (2009) - Jake (2008) |

### Ehemalige DJs
| - Aaron K. (2003–2008) - B. B. Good (1998–2008) - Candice (2005–2007) - Cherami (2007–2008) - David Jordan (2001–2005) - Dean Wendt (1996–2001) - Don Crabtree (1996–2007) - Giel (2003–2008) - Jim Hickly (2001?–2005?) - Just Plain Mark (1997–2001) - Kara Edwards (1997–2001) - Kim Stewart (1997–2000) - Lee Cameron (1996–1999) | - Lenny (2006) - Penny Nichols (2001) - Robin Jones (1996–1997) - Rita (2007) - Squeege (1996–2005) - Sherry Rodgers (1996–2008) - Sheryl Brooks (1996–2008) - Susan Huber (1996–2010) - Tina (1997–1998) - Terri (2004–2008) - Web Fingors (2001–2003) - Zippy (1997–2001) |

## Erreichbarkeit

### Onlineradio
Radio Disney kann online unter RadioDisney.com angehört werden und ist auch bei iTunes verfügbar.
Von 1997 bis zu 1999 wurde das Radionetzwerk im digitalen Format auf der Website von Disney ausgestrahlt. Der Dienst wurde 1999 eingestellt, erschien aber kurze Zeit später als ein vor-installierter Kanal auf QuickTimes Medienliste. Der Dienst verschwand im Jahr 2000 wieder, als Quicktime 5 erschien. Im März 2006 erschien ein solches Angebot erneut im Windows Media Player als Radio Disney 2.0. Später wurde es zu einem Flash-Format umgestellt,  bei dem Liedtexte und die vorher gespielten Lieder angezeigt werden konnten.

### Abo von Radio und TV
Radio Disney ist in XM Satellite Radio und dem Sirius Satellite Radio in digitaler Audioqualität sowohl in den Vereinigten Staaten als auch Kanada auf Kanal 115 verfügbar. Nachdem Radio Disney einige Zeit mit „Music Choice“ zusammengearbeitet hat, wurde Radio Disney von „Music Choice“ am 18. September 2007 mit einem eigenen Kanal, „Kidz Only!“, ein ähnlicher Sender wie Radio Disney, aber mit weniger unterbrochener Musik, abgelöst. Radio Disney ist auch über Satellit auf XM bei DirecTV (Kanal 867) verfügbar.
Einige Anbieter digitaler Netze haben Radio Disney als Radiosender in ihrer Programmauswahl.

### Sender
Das Radionetzwerk benutzt hauptsächlich AM-Stationen, jedoch auch einigen FM-Stationen. Viele der aktuellen Rufzeichen von Radio-Disney-Stationen sind Varianten von Micky und Minni Maus oder stellen lediglich Disney-Namen dar.
Mindestens ein Name scheint für Goofy zu sein. Ein weiterer steht für „Walt Disney World“ (WDW).
Sender, die mit HD Radio laufen, können eine Verzögerung von acht Sekunden haben. Um eine solche Verzögerung gegenüber den anderen Sendern auszugleichen, wird bei ihnen das Signal bewusst verzögert.

#### Liste der Sender (USA)
| Rufzeichen | Frequenz | Ort                                    | HD Radio |
| ---------- | -------- | -------------------------------------- | -------- |
| KMIK       | KMIK     | Phoenix Arizona                        | Ja       |
| KKDD¹      | KKDD¹    | San Bernardino/Riverside, Kalifornien  | Nein     |
| KMKY       | KMKY     | San Francisco, Kalifornien             | Ja       |
| KIID       | KIID     | Sacramento, Kalifornien                | Ja       |
| KDIS       | KDIS     | Pasadena/Los Angeles, Kalifornien      | Ja       |
| KDDZ       | KDDZ     | Denver, Colorado                       | Ja       |
| WDZK       | WDZK     | Hartford, Connecticut                  | Ja       |
| WBWL       | WBWL     | Jacksonville, Florida                  | Ja       |
| WDYZ       | WDYZ     | Orlando, Florida                       | Ja       |
| WMYM       | WMYM     | Miami, Florida                         | Ja       |
| WWMI       | WWMI     | Tampa, Florida                         | Ja       |
| WAJD¹      | WAJD¹    | Gainesville, Florida                   | Nein     |
| WMNE       | WMNE     | West Palm Beach, Florida               | Ja       |
| WDWD       | WDWD     | Atlanta, Georgia                       | Ja       |
| WRDZ       | WRDZ     | Chicago, Illinois                      | Ja       |
| KQAM       | KQAM     | Wichita, Kansas                        | Nein     |
| WDRD       | WDRD     | Louisville, Kentucky                   | Ja       |
| WBYU       | WBYU     | New Orleans, Louisiana                 | Ja       |
| WMKI       | WMKI     | Boston, Massachusetts                  | Ja       |
| WFDF       | WFDF     | Farmington Hills/Detroit, Michigan     | Ja       |
| KDIZ       | KDIZ     | Minneapolis/St. Paul, Minnesota        | Ja       |
| KPHN       | KPHN     | Kansas City, Missouri                  | Ja       |
| WSDZ       | WSDZ     | St. Louis, Missouri                    | Ja       |
| KALY       | KALY     | Albuquerque, New Mexico                | Ja       |
| WALL¹      | WALL¹    | Middletown, New York                   | Nein     |
| WDDY       | WDDY     | Albany, New York                       | Ja       |
| WOLF¹      | WOLF¹    | Syracuse, New York                     | Ja       |
| WQEW²      | WQEW²    | New York, New York                     | Ja       |
| WCOG       | WCOG     | Greensboro, North Carolina             | Nein     |
| WGFY       | WGFY     | Charlotte, North Carolina              | Ja       |
| WWMK       | WWMK     | Cleveland, Ohio                        | Ja       |
| KMUS       | KMUS     | Tulsa, Oklahoma                        | Ja       |
| KOCY¹      | KOCY¹    | Oklahoma City, Oklahoma                | Nein     |
| KDZR       | KDZR     | Portland, Oregon/Vancouver, Washington | Ja       |
| WWJZ       | WWJZ     | Philadelphia, Pennsylvania             | Ja       |
| WWCS¹      | WWCS¹    | Canonsburg/Pittsburgh, Pennsylvania    | Nein     |
| WDDZ       | WDDZ     | Providence, Rhode Island               | Ja       |
| WOWW¹      | WOWW¹    | Memphis, Tennessee                     | Nein     |
| KRDY       | KRDY     | San Antonio, Texas                     | Ja       |
| KMIC       | KMIC     | Houston, Texas                         | Ja       |
| KMKI       | KMKI     | Dallas/Fort Worth, Texas               | Ja       |
| KWDZ       | KWDZ     | Salt Lake City, Utah                   | Ja       |
| WDZY       | WDZY     | Richmond, Virginia                     | Ja       |
| WHKT       | WHKT     | Norfolk, Virginia                      | Nein     |
| KKDZ       | KKDZ     | Seattle, Washington                    | Ja       |
| WKSH       | WKSH     | Milwaukee, Wisconsin                   | Ja       |

¹ Diese Sender befinden sich nicht im Besitz der Walt Disney Company.

## Alben
Auf den CDs der Radio Disney Jams Serie wurde die Musik verschiedener Künstler, deren Lieder auf Radio Disney zu hören sind, zusammengestellt.

## International
International gibt es Radio Disney Stationen in Australien, Chile, Japan, Polen, Argentinien, Paraguay, Nicaragua, Guatemala, Uruguay, Costa Rica und der dominikanischen Republik. Es gibt Pläne, den Radiosender im Vereinigten Königreich wieder aufzunehmen, dieses Mal aber unter der „Radio Disney“-Marke, mit dem Ziel, ein jüngeres Publikum als zuvor anzusprechen.
Des Weiteren plant man, in naher Zukunft das Programm auf den Philippinen, in Schweden, Mexiko und Brasilien auszustrahlen.

### Lateinamerika
In Lateinamerika ist Radio Disney über den Rundfunk des Landes zugänglich. Ähnlich wie Radio Disney in den Vereinigten Staaten, gibt es Radio Disney auf Spanisch in Argentinien, Chile, Nicaragua, Ecuador, Guatemala, Paraguay, Uruguay, Dominikanische Republik und Costa Rica.

### Europa
Radio Disney plante, bis zum Ende 2008, auf der digitalen Radioplattform im Vereinigten Königreich auszustrahlen.
Am 6. Juli 2007 verkündete Ofcom, die britische Medienaufsichtsbehörde, dass die 4 Digital Group, eine Unternehmensgruppe geleitet von Channel 4 mit Emap, UTV, British Sky Broadcasting, Global Radio, The Carphone Warehouse Group und University of British Columbia die Erlaubnis hatte, einen neuen digitalen Radio-Mehrfachbetrieb zu starten, welcher Radio Disney als einer der zehn neuen, nationalen Radiostationen beinhalten würde. Am 10. Oktober 2008 zog Channel 4 die Pläne zurück, „4 Digital“ zu starten, womit die Wahrscheinlichkeit für Radio Disney, einen Anschluss an diesen Betrieb zu erhalten, beendet wurde.
Eine ähnliche Station, Capital Disney, begann 2002 auf dem digitalen Radionetzwerk des DAB, auf „Sky Digital“ (Digital Satellite) und bei mehreren digitalen Kabel-TV Betreibern im Vereinigten Königreich auszustrahlen. Die Station war ein Gemeinschaftsunternehmen zwischen der Capital Radio Group, jetzt GCap Media genannt, im Vereinigten Königreich und Disney.
Die Idee begann damit, die Programmierungserfahrung von Capital Radio zu nutzen, um Disney dabei zu helfen, einen Radiosender im Vereinigten Königreich zu starten. Zu Beginn des Jahres 2007 waren sowohl Capital Radio, inzwischen GCap Media, als auch Disney damit einverstanden, verschiedene Ziele zu verfolgen. Das Ergebnis war, dass Capital Disney aufhörte, auszustrahlen und am 29. Juni 2007 geschlossen wurde.

### Deutschland
Der Medienrat der Landesmedienanstalt Saarland hat der Disney Company im Jahr 2010 die Zulassung für die bundesweite Verbreitung von „Radio Disney“ erteilt. Der erforderliche Zuweisungsantrag folgte jedoch damals ohne Angaben von Gründen nicht.